# Пикин, Иван Назарович
Иван Назарович Пикин (19 декабря 1923, с. Толстый Луг, Курская губерния — 10 декабря 2003, Химки, Московская область) — Герой Советского Союза, командир пулемётного расчёта 931-го стрелкового полка 240-й стрелковой дивизии 38-й армии Воронежского фронта, младший сержант.

## Биография
Родился 19 декабря 1923 года в селе Толстый Луг ныне Суджанского района Курской области в крестьянской семье. Русский. Окончил 7 классов. Работал в колхозе.
В Красной Армии с 1943 года. В действующей армии с марта 1943 года. Командир пулемётного расчёта 931-го стрелкового полка комсомолец младший сержант Пикин И. Н. в ночь на 30 сентября 1943 года первым в подразделении преодолел реку Днепр в районе села Лютеж Вышгородского района Киевской области, участвовал в отражении 8-и вражеских контратак, удерживая захваченный плацдарм.
Указом Президиума Верховного Совета СССР от 13 ноября 1943 года за образцовое выполнение боевых заданий командования и проявленные мужество и героизм в боях с немецко-фашистскими захватчиками младшему сержанту Пикину Ивану Назаровичу присвоено звание Героя Советского Союза с вручением ордена Ленина и медали «Золотая Звезда».
После войны отважный пехотинец учился в Московском артиллерийском училище. С 1947 года младший лейтенант И. Н. Пикин — в запасе. В 1952 году окончил Калининградский механический техникум. Работал в Московском НИИ машиностроения.
Умер 10 декабря 2003 года. Похоронен в городе Химки Московской области на Новолужинском кладбище.

## Награды
Награждён орденом Ленина, орденом Отечественной войны 1-й степени, медалями.

## Память
В Химках на доме, в котором жил Герой установлена мемориальная доска. 